# 德爾加多將軍鎮
27°5′24″S 56°31′12″W / 27.09000°S 56.52000°W
德爾加多將軍鎮（西班牙語：General Delgado），是巴拉圭的城鎮，位於該國東南部，由伊塔普阿省負責管轄，距離亞松森288公里和恩卡納西翁82公里，海拔高度89米，2002年人口6,611。